# Bantarahalli, Turuvekere
Bantarahalli là một làng thuộc tehsil Turuvekere, huyện Tumkur, bang Karnataka, Ấn Độ.